# Berthella patagonica
Berthella patagonica is een slakkensoort uit de familie van de Pleurobranchidae. De wetenschappelijke naam van de soort is voor het eerst geldig gepubliceerd in 1835 door d'Orbigny.